# MKS Axel Toruń

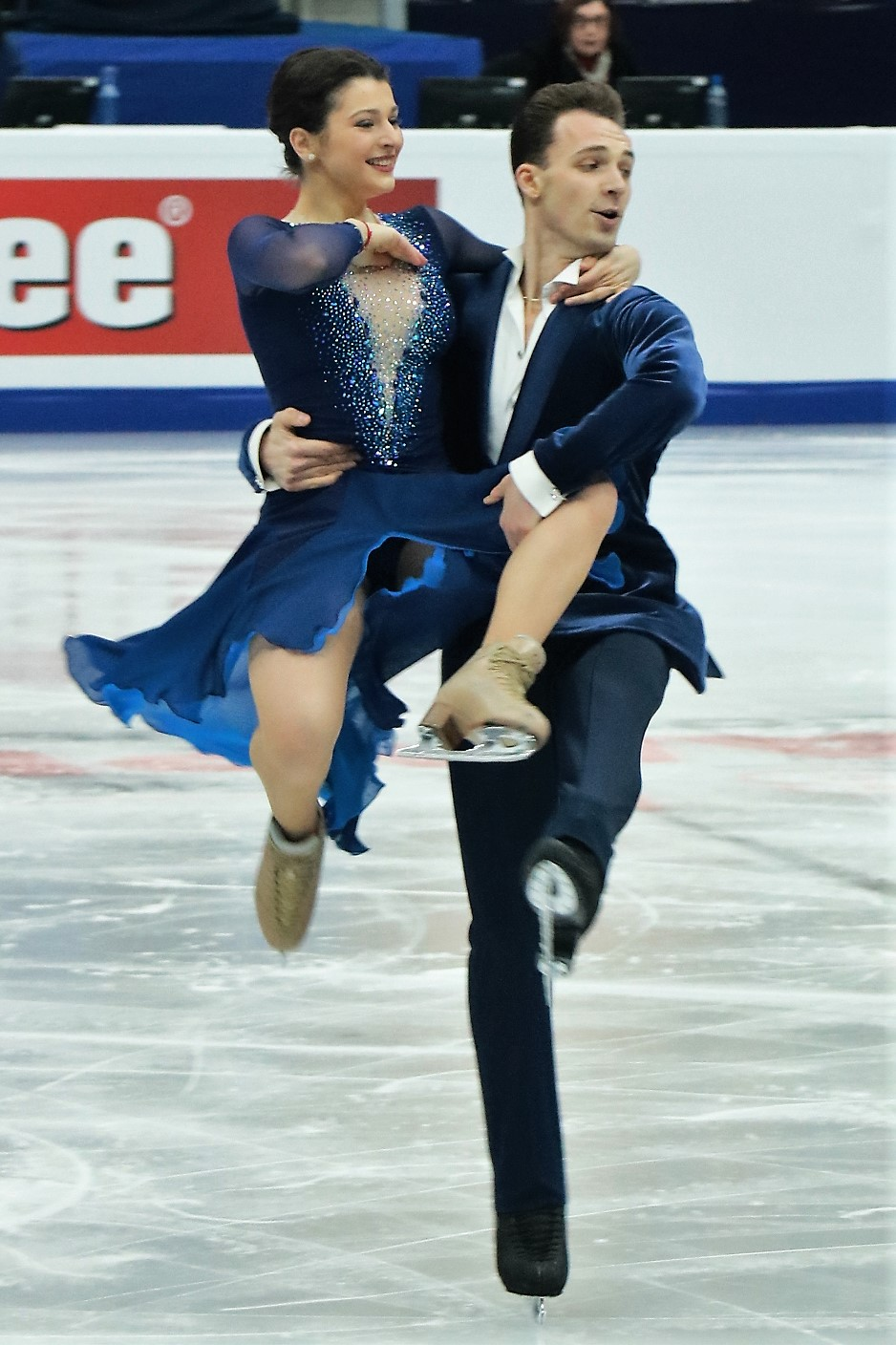
Kaliszek / Spodyriew na mistrzostwach Europy 2018

Międzyszkolny Klub Sportowy Axel – polski klub łyżwiarstwa figurowego z siedzibą w Toruniu. W ramach klubu działa Akademia Łyżwiarska Axel dla najmłodszych łyżwiarzy oraz trzy klubowe sekcje: solistów, solistek, par sportowych; par tanecznych. Od 12 listopada 2001 roku MKS Axel Toruń działa jako stowarzyszenie kultury fizycznej.
W latach 2007–2020 w klubie funkcjonowała formacja łyżwiarstwa synchronicznego Team Le Soleil, która 2020 roku została odrębnym klubem, MKS Le Soleil Toruń.

## Struktura
W ramach klubu działa Akademia Łyżwiarska AXEL, czyli szkółka łyżwiarska na lodowisku Mentor Sport, która poprzez zajęcia łyżwiarskie, baletowe, taneczne i ogólnorozwojowe uczy dzieci jazdy na łyżwach, a jej głównym celem jest przygotowanie najmłodszych łyżwiarzy do wyczynowego uprawiania sportów lodowych. Treningi w Akademii prowadziła m.in. Sylwia Nowak-Trębacka i Anastasija Wychodcewa.
Klub prowadzi sekcje wyczynowego łyżwiarstwa figurowego we wszystkich kategoriach wiekowych i konkurencjach łyżwiarskich. W tańcach na lodzie główną trenerką jest Sylwia Nowak-Trębacka, w sekcji par sportowych i jazdy indywidualnej Dorota i Mariusz Siudkowie. 

## Utytułowani reprezentanci
- Natalia Kaliszek / Maksym Spodyriew – para taneczna, m.in. uczestnicy igrzysk olimpijskich 2018 w Pjongczangu
- Jekatierina Kurakowa – solistka, mistrzyni Polski 2019
- Aleksandra Rudolf – solistka, mistrzyni Polski 2016
- Agnieszka Rejment – solistka, 3x wicemistrzyni Polski